# Chile en la Copa América 2011
La Selección de Chile fue uno de los 12 equipos participantes de la Copa América 2011, torneo que se llevó a cabo entre el 1 y el 24 de julio de 2011 en Argentina.
El sorteo de la Copa América determinó que Chile jugara el grupo C junto a Uruguay, México, con quien debutó y Perú.

## Antecedentes
Chile, a pesar de tener un quinto lugar en la tabla general de la Copa América, es una de las tres selecciones de Sudamérica que no ha obtenido uno de estos trofeos (las otras selecciones son Ecuador y Venezuela).
La "Roja" ha disputado cuatro finales de Copa América:
- En 1955 resultando vencedor Argentina
- En 1956 ganando el trofeo Uruguay
- En 1979 donde el campeón fue Paraguay, luego de tres partidos
- En 1987 donde se enfrentó nuevamente a Uruguay, siendo derrotado por 1:0

Un hecho a destacar es que Chile llegó a esta Copa América con la selección más cara de toda su historia, tasada en más de 150 millones de dólares.

## Preparación

### Partidos amistosos
| Fecha                   | Lugar              |                |                           | Resultado |                     |          |
| ----------------------- | ------------------ | -------------- | ------------------------- | --------- | ------------------- | -------- |
| 17 de noviembre de 2010 | Estadio Monumental | Chile          | Bandera de Chile          | 2:0 (1:0) | Bandera de Uruguay  | Uruguay  |
| 22 de enero de 2011     | Carson City        | Estados Unidos | Bandera de Estados Unidos | 1:1 (0:0) | Bandera de Chile    | Chile    |
| 26 de marzo de 2011     | Leiría             | Portugal       | Bandera de Portugal       | 1:1 (1:1) | Bandera de Chile    | Chile    |
| 29 de marzo de 2011     | La Haya            | Chile          | Bandera de Chile          | 2:0 (2:0) | Bandera de Colombia | Colombia |
| 18 de junio de 2011     | Estadio Monumental | Chile          | Bandera de Chile          | 4:0 (3:0) | Bandera de Estonia  | Estonia  |
| 21 de junio de 2011     | Asunción           | Paraguay       | Bandera de Paraguay       | 0:0       | Bandera de Chile    | Chile    |

Además de estos partidos, Chile canceló diversos amistosos, como por ejemplo contra Eslovaquia, Australia y Holanda (debido a problemas de la ANFP con el exdirector técnico Marcelo Bielsa, que incidieron en su renuncia).

## Plantel
El 27 de mayo, el entrenador de la Selección Chilena Claudio Borghi entregó la nómina de jugadores que cumplirían con el proceso de preparación para la Copa América.
El 28 de junio se entregó la nómina definitiva de la Selección que jugaría la Copa América 2011, de la cual fueron desafectados: Raúl Olivares, Bruno Romo, Fernando Meneses y Diego Rubio. Cabe destacar que los futbolistas Mauricio Pinilla y Felipe Seymour fueron descartados previamente, debido a que estaban lesionados.
| #     | Nombre             | Posición       | Edad           | PJ Sel         | Club                 |
| ----- | ------------------ | -------------- | -------------- | -------------- | -------------------- |
| 1     | Claudio Bravo      | Portero        | 27             | 43             | Real Sociedad        |
| 2     | Francisco Silva    | Mediocampista  | 25             | 1              | Universidad Católica |
| 3     | Waldo Ponce        | Defensa        | 27             | 25             | Cruz Azul            |
| 4     | Mauricio Isla      | Defensa        | 21             | 12             | Udinese              |
| 5     | Pablo Contreras 3  | Defensa        | 31             | 51             | PAOK Salónica FC     |
| 6     | Carlos Carmona     | Mediocampista  | 23             | 20             | Atalanta             |
| 7     | Alexis Sánchez     | Delantero      | 21             | 29             | Udinese              |
| 8     | Arturo Vidal       | Defensa        | 23             | 23             | Bayer Leverkusen     |
| 9     | Humberto Suazo 4   | Delantero      | 29             | 42             | Monterrey            |
| 10    | Jorge Valdivia     | Mediocampista  | 26             | 39             | Palmeiras            |
| 11    | Luis Jiménez       | Mediocampista  | 26             | 34             | Cesena               |
| 12    | Miguel Pinto       | Portero        | 26             | 14             | Atlas                |
| 13    | Marco Estrada      | Mediocampista  | 27             | 22             | Montpellier HSC      |
| 14    | Matías Fernández 2 | Mediocampista  | 24             | 37             | Sporting Lisboa      |
| 15    | Jean Beausejour    | Delantero      | 26             | 27             | Birmingham City      |
| 16    | Gonzalo Fierro     | Delantero      | 27             | 18             | Flamengo             |
| 17    | Gary Medel         | Defensa        | 22             | 24             | Sevilla FC           |
| 18    | Gonzalo Jara       | Defensa        | 24             | 34             | West Bromwich Albion |
| 19    | Carlos Muñoz       | Delantero      | 22             | 2              | Santiago Wanderers   |
| 20    | Rodrigo Millar     | Mediocampista  | 28             | 21             | Colo-Colo            |
| 21    | Felipe Gutiérrez   | Mediocampista  | 20             | 0              | Universidad Católica |
| 22    | Esteban Paredes    | Delantero      | 29             | 14             | Colo-Colo            |
| 23    | Paulo Garcés       | Portero        | 26             | 2              | Sin equipo           |
| D. T. | Claudio Borghi     | Claudio Borghi | Claudio Borghi | Claudio Borghi | Claudio Borghi       |

Lista provisional
| Nombre           | Posición      | Club                 |
| ---------------- | ------------- | -------------------- |
| Raúl Olivares    | Arquero       | Colo-Colo            |
| Bruno Romo       | Defensa       | Palestino            |
| Felipe Seymour   | Mediocampista | Universidad de Chile |
| Fernando Meneses | Mediocampista | Universidad Católica |
| Diego Rubio      | Delantero     | Colo-Colo            |
| Mauricio Pinilla | Delantero     | Palermo              |

## Participación
- Los horarios corresponden a la hora de Argentina (UTC-3)[n. 1]

### Primera fase
La Selección llegó a Argentina con un solo objetivo en mente: por primera vez en su historia ganar la Copa. Más de 15 mil hinchas chilenos viajaron para acompañar al equipo, dando vida una vez más a la tan famosa "Marea Roja". A su llegada, 400 hinchas le dieron la bienvenida al equipo chileno, comandado por Claudio Borghi.
Dos días después de haber arribado al país trasandino, la Selección llegó a la Ciudad de San Juan para esperar el duelo frente a México, en donde nuevamente fue recibido por cientos de hinchas en su llegada al hotel de concentración.
En su primer partido, en el Estadio San Juan, Chile derrotó por 2 a 1 a México, con goles de los chilenos Esteban Paredes y Arturo Vidal, y del mexicano Néstor Araujo. Cabe destacar que México se presentó con un plantel sub-22 por disposición de Concacaf; y que Matías Fernández se lesionó en este enfrentamiento, por lo que tuvo que ser sustituido durante todos los partidos posteriores por Jorge Valdivia y Luis Jiménez.
En su segundo partido, disputado en el Estadio Malvinas Argentinas de Mendoza, Chile empató 1 a 1 frente a su similar de Uruguay, en un duelo muy disputado. Los goles fueron de Álvaro Pereira y Alexis Sánchez (elegido "el jugador del partido LG"). 
En el tercer partido, nuevamente disputado en el Estadio Malvinas Argentinas de Mendoza, Chile derrotó 1 a 0 a su similar de Perú en los minutos de descuento, con un autogol de André Carrillo.

### Partidos
| Fecha       | Lugar    | Instancia        |         |                    | Resultado |                      |           |
| ----------- | -------- | ---------------- | ------- | ------------------ | --------- | -------------------- | --------- |
| 4 de julio  | San Juan | Fase de grupos   | Chile   | Bandera de Chile   | 2:1 (0:1) | Bandera de México    | México    |
| 8 de julio  | Mendoza  | Fase de grupos   | Uruguay | Bandera de Uruguay | 1:1 (0:0) | Bandera de Chile     | Chile     |
| 12 de julio | Mendoza  | Fase de grupos   | Chile   | Bandera de Chile   | 1:0 (0:0) | Bandera de Perú      | Perú      |
| 17 de julio | San Juan | Cuartos de final | Chile   | Bandera de Chile   | 1:2 (0:1) | Bandera de Venezuela | Venezuela |

| Equipo  | Pts | PJ | PG | PE | PP | GF | GC | Dif |
| ------- | --- | -- | -- | -- | -- | -- | -- | --- |
| Chile   | 7   | 3  | 2  | 1  | 0  | 4  | 2  | 2   |
| Uruguay | 5   | 3  | 1  | 2  | 0  | 2  | 2  | 0   |
| Perú    | 4   | 3  | 1  | 1  | 1  | 2  | 2  | 0   |
| México  | 0   | 3  | 0  | 0  | 3  | 1  | 4  | -3  |

#### Chile vs. México
| 4 de julio de 2011, 21:45 | Chile                   | 2:1 (0:1) | México     | Estadio San Juan del Bicentenario, San Juan           |                                                       |
|                           | Paredes 66' · Vidal 72' | Reporte   | 40' Araujo | Asistencia: 25 000 espectadores Árbitro(s): Juan Soto | Asistencia: 25 000 espectadores Árbitro(s): Juan Soto |

| 1          | Guardameta     | Claudio Bravo    |       |
| 5          | Defensa        | Pablo Contreras  |       |
| 3          | Defensa        | Waldo Ponce      |       |
| 18         | Defensa        | Gonzalo Jara     |       |
| 8          | Centrocampista | Arturo Vidal     |       |
| 17         | Centrocampista | Gary Medel       |       |
| 15         | Centrocampista | Jean Beausejour  | 59'   |
| 14         | Centrocampista | Matías Fernández | 83'   |
| 4          | Centrocampista | Mauricio Isla    |       |
| 9          | Delantero      | Humberto Suazo   | 90+1' |
| 7          | Delantero      | Alexis Sánchez   |       |
| Entrenador | Entrenador     | Claudio Borghi   |       |

| 1          | Guardameta     | Luis Michel         |     |
| 5          | Defensa        | Darvin Chávez       |     |
| 21         | Defensa        | Hiram Mier          |     |
| 19         | Defensa        | Héctor Reynoso      |     |
| 14         | Defensa        | Néstor Araujo       |     |
| 22         | Defensa        | Paul Aguilar        |     |
| 11         | Centrocampista | Javier Aquino       | 72' |
| 15         | Centrocampista | Jorge Enríquez      |     |
| 23         | Centrocampista | Diego Reyes         |     |
| 9          | Delantero      | Rafael Márquez Lugo | 88' |
| 10         | Delantero      | Giovani dos Santos  |     |
| Entrenador | Entrenador     | Luis Fernando Tena  |     |

| 22 | Delantero      | Esteban Paredes | 59'   |
| 6  | Centrocampista | Carlos Carmona  | 83'   |
| 13 | Centrocampista | Marco Estrada   | 90+1' |

| 18 | Delantero      | Oribe Peralta | 72' |
| 17 | Centrocampista | Edgar Pacheco | 88' |

| Anotado | 66' | Esteban Paredes | 1:1 |
| Anotado | 72' | Arturo Vidal    | 2:1 |

| Anotado | 40' | Nestor Araujo | 0-1 |

| Amonestado | 74' | Claudio Bravo |

| Amonestado | 21'   | Javier Aquino |
| Amonestado | 25'   | Diego Reyes   |
| Amonestado | 67'   | Paul Aguilar  |
| Amonestado | 90+2' | Edgar Pacheco |

| Árbitro | Juan Soto |

| 1          | Guardameta     | Claudio Bravo    |       |
| 5          | Defensa        | Pablo Contreras  |       |
| 3          | Defensa        | Waldo Ponce      |       |
| 18         | Defensa        | Gonzalo Jara     |       |
| 8          | Centrocampista | Arturo Vidal     |       |
| 17         | Centrocampista | Gary Medel       |       |
| 15         | Centrocampista | Jean Beausejour  | 59'   |
| 14         | Centrocampista | Matías Fernández | 83'   |
| 4          | Centrocampista | Mauricio Isla    |       |
| 9          | Delantero      | Humberto Suazo   | 90+1' |
| 7          | Delantero      | Alexis Sánchez   |       |
| Entrenador | Entrenador     | Claudio Borghi   |       |

| 1          | Guardameta     | Luis Michel         |     |
| 5          | Defensa        | Darvin Chávez       |     |
| 21         | Defensa        | Hiram Mier          |     |
| 19         | Defensa        | Héctor Reynoso      |     |
| 14         | Defensa        | Néstor Araujo       |     |
| 22         | Defensa        | Paul Aguilar        |     |
| 11         | Centrocampista | Javier Aquino       | 72' |
| 15         | Centrocampista | Jorge Enríquez      |     |
| 23         | Centrocampista | Diego Reyes         |     |
| 9          | Delantero      | Rafael Márquez Lugo | 88' |
| 10         | Delantero      | Giovani dos Santos  |     |
| Entrenador | Entrenador     | Luis Fernando Tena  |     |

| 22 | Delantero      | Esteban Paredes | 59'   |
| 6  | Centrocampista | Carlos Carmona  | 83'   |
| 13 | Centrocampista | Marco Estrada   | 90+1' |

| 18 | Delantero      | Oribe Peralta | 72' |
| 17 | Centrocampista | Edgar Pacheco | 88' |

| Anotado | 66' | Esteban Paredes | 1:1 |
| Anotado | 72' | Arturo Vidal    | 2:1 |

| Anotado | 40' | Nestor Araujo | 0-1 |

| Amonestado | 74' | Claudio Bravo |

| Amonestado | 21'   | Javier Aquino |
| Amonestado | 25'   | Diego Reyes   |
| Amonestado | 67'   | Paul Aguilar  |
| Amonestado | 90+2' | Edgar Pacheco |

| Árbitro | Juan Soto |

#### Uruguay vs. Chile
| 8 de julio de 2011, 19:15 | Uruguay        | 1:1 (0:0) | Chile       | Estadio Malvinas Argentinas, Mendoza                                   |                                                                        |
|                           | Á. Pereira 53' | Reporte   | 64' Sánchez | Asistencia: 45.000 espectadores Árbitro(s): Carlos Amarilla (Paraguay) | Asistencia: 45.000 espectadores Árbitro(s): Carlos Amarilla (Paraguay) |

| Uruguay | Uruguay | Chile | Chile | Formación |
| ------- | --- | --- | ----- | --------- |
| Uruguay | Primera fase (Grupo C), 2.ª fecha 8 de julio de 2011 en Estadio Malvinas Argentinas, Mendoza Resultado: 1:1 Asistentes: 45.000 Árbitro: Carlos Amarilla (Paraguay) Reporte                                                                                  | Primera fase (Grupo C), 2.ª fecha 8 de julio de 2011 en Estadio Malvinas Argentinas, Mendoza Resultado: 1:1 Asistentes: 45.000 Árbitro: Carlos Amarilla (Paraguay) Reporte                                                              | Chile |           |
| Uruguay | (1) Fernando Muslera · (22) Martín Cáceres · (4) Sebastián Coates · (2) Diego Lugano · (16) Maximiliano Pereira 85' · (11) Álvaro Pereira · (17) Egidio Arévalo Ríos 79' · (15) Diego Pérez · (9) Luis Suárez · (10) Diego Forlán · (21) Edinson Cavani 46' | (1) Claudio Bravo · (18) Gonzalo Jara 60' · (3) Waldo Ponce · (5) Pablo Contreras · (8) Arturo Vidal · (17) Gary Medel · (4) Mauricio Isla · (11) Luis Jiménez · (15) Jean Beausejour 73' · (9) Humberto Suazo 73' · (7) Alexis Sánchez | Chile |           |
| Uruguay | Óscar Washington Tabárez | Claudio Borghi | Chile |           |
| Uruguay | (20) Álvaro González 46' · (14) Nicolás Lodeiro 79' · (8) Sebastián Eguren 85' | (10) Jorge Valdivia 60' · (6) Carlos Carmona 73' · (22) Esteban Paredes 73' | Chile |           |
| Uruguay | Goles | | Chile |           |
| Uruguay | 1:0 53' Álvaro Pereira | · 1:1 64' Alexis Sánchez | Chile |           |
| Uruguay | Tarjetas amarillas | | Chile |           |
| Uruguay | 11' Álvaro Pereira · 37' Luis Suárez · 49' Martín Cáceres · 83' Álvaro González · 86' Sebastián Coates | 23' Pablo Contreras · 37' Gonzalo Jara · 57' Alexis Sánchez · 70' Arturo Vidal | Chile |           |
| Uruguay | Man of the Match: Alexis Sánchez | | Chile |           |

#### Chile vs. Perú
| 12 de julio de 2011, 19:15 | Chile                 | 1:0 (0:0) | Perú | Estadio Malvinas Argentinas, Mendoza                                 |                                                                      |
|                            | Carrillo 90+2' (a.g.) | Reporte   |      | Asistencia: 42 000 espectadores Árbitro(s): Sálvio Fagundes (Brasil) | Asistencia: 42 000 espectadores Árbitro(s): Sálvio Fagundes (Brasil) |

| Chile | Chile | Perú | Perú | Formación |
| ----- | --- | --- | ---- | --------- |
| Chile | Primera fase (Grupo C), 3.ª fecha 12 de julio de 2011 en Estadio Malvinas Argentinas, Mendoza Resultado: 1:0 Asistentes: 42 000 Árbitro: Sálvio Fagundes (Brasil) Reporte                                                                        | Primera fase (Grupo C), 3.ª fecha 12 de julio de 2011 en Estadio Malvinas Argentinas, Mendoza Resultado: 1:0 Asistentes: 42 000 Árbitro: Sálvio Fagundes (Brasil) Reporte                                                                                       | Perú |           |
| Chile | (12) Miguel Pinto · (3) Waldo Ponce · (18) Gonzalo Jara · (13) Marco Estrada · (16) Gonzalo Fierro 57' · (6) Carlos Carmona · (2) Francisco Silva 78' · (15) Jean Beausejour · (11) Luis Jiménez · (9) Humberto Suazo · (22) Esteban Paredes 57' | (12) Salomón Libman · (15) Aldo Corzo · (17) Giancarlo Carmona · (3) Santiago Acasiete 46' · (21) Christian Ramos · (13) Renzo Revoredo · (8) Michael Guevara 69' · (22) Antonio Gonzales 76' · (7) Josepmir Ballón · (14) Raúl Ruidíaz · (18) Willian Chiroque | Perú |           |
| Chile | Claudio Borghi | Sergio Markarián | Perú |           |
| Chile | (10) Jorge Valdivia 57' · (7) Alexis Sánchez 57' · (17) Gary Medel 78' | (4) Walter Vílchez 46' · (11) Carlos Lobatón 69' · (20) André Carrillo 76' | Perú |           |
| Chile | Goles | | Perú |           |
| Chile | 1:0 90+2' (a.g.) André Carrillo | | Perú |           |
| Chile | Tarjetas amarillas | | Perú |           |
| Chile | 87' Marco Estrada · 90+3' Jorge Valdivia | 11' Aldo Corzo · 21' Renzo Revoredo · 60' Christian Ramos · 82' Salomón Libman | Perú |           |
| Chile | Tarjetas rojas | | Perú |           |
| Chile | 61' Jean Beausejour | 61' Giancarlo Carmona | Perú |           |
| Chile | Man of the Match: Willian Chiroque | | Perú |           |

### Segunda fase
Con dos partidos ganados y uno empatado, Chile llegó a cuartos de final posicionado primero del Grupo C, por lo que le tocó enfrentar a Venezuela, la cual, llegaba invicta (pues había empatado con Brasil y Paraguay, y había vencido a Ecuador).
El partido se disputó en el Estadio San Juan donde Chile había jugado en su debut contra México y, si bien el optimismo reinaba en los hinchas, los buenos resultados obtenidos previamente por Venezuela llamaban a la cautela. 
El partido fue fuertemente disputado, tanto por el juego ofensivo de Chile, como por el planteamiento defensivo de Venezuela, la cual, terminó venciendo 2 a 1, con goles de los venezolanos Oswaldo Vizcarrondo y Gabriel Cichero, y del chileno Humberto Suazo. 
Este resultado permitió que Venezuela obtuviera el máximo logro futbolístico de toda su historia, al llegar a una semifinal de torneo continental por primera vez en 73 años y derrotando por segunda vez a Chile en toda su historia. Por su parte, la derrota de Chile lo dejó como el cuarto "favorito" que quedaba eliminado en esta instancia, ya que lo mismo había ocurrido con Argentina, Colombia, y Brasil, siendo que Brasil y Argentina fueron los finalistas defensores de la copa América 2007.
Ya eliminada del torneo, la Selección de fútbol de Chile quedó ubicada en el 5.º lugar, y con un sentimiento generalizado de insatisfacción, dada las expectativas que se tenían. Sin embargo, destacó el brillante juego colectivo que mostró el equipo en varios de los encuentros, no como en la copa América Venezuela 2007 cuando cayó dos veces frente a Brasil, primero por 3 a 0 y luego por una vergonzosa goleada de 6 a 1 en cuartos de final donde previamente varios jugadores chilenos protagonizaron el puerto ordazo y la continuidad de la propuesta futbolística ofensiva que se venía dando desde el proceso anterior.

#### Cuartos de final
| 17 de julio de 2011, 19:15 | Chile     | 1:2 (0:1) | Venezuela                     | Estadio San Juan del Bicentenario, San Juan                       |                                                                   |
|                            | Suazo 69' | Reporte   | 34' Vizcarrondo · 80' Cichero | Asistencia: 23.000 espectadores Árbitro(s): Carlos Vera (Ecuador) | Asistencia: 23.000 espectadores Árbitro(s): Carlos Vera (Ecuador) |

| Chile | Chile | Venezuela | Venezuela | Formación |
| ----- | --- | --- | --------- | --------- |
| Chile | Cuartos de final 17 de julio de 2011 en Estadio del Bicentenario, San Juan Resultado: 1:2 Asistentes: 23.000 Árbitro: Carlos Vera (Ecuador) Reporte                                                                                   | Cuartos de final 17 de julio de 2011 en Estadio del Bicentenario, San Juan Resultado: 1:2 Asistentes: 23.000 Árbitro: Carlos Vera (Ecuador) Reporte | Venezuela |           |
| Chile | (1) Claudio Bravo · (5) Pablo Contreras · (3) Waldo Ponce · (18) Gonzalo Jara 60' · (8) Arturo Vidal · (17) Gary Medel · (6) Carlos Carmona 46' · (11) Luis Jiménez 83' · (4) Mauricio Isla · (9) Humberto Suazo · (7) Alexis Sánchez | (1) Renny Vega · (6) Gabriel Cichero · (4) Oswaldo Vizcarrondo · (20) Grenddy Perozo · (16) Roberto Rosales · (18) Juan Arango · (8) Tomás Rincón · (14) Franklin Lucena · (11) César González 89' · (7) Nicolás Fedor "Miku" 59' · (9) Giancarlo Maldonado 63' | Venezuela |           |
| Chile | Claudio Borghi | César Farías | Venezuela |           |
| Chile | (10) Jorge Valdivia 46' · (22) Esteban Paredes 60' · (19) Carlos Muñoz 83' | (23) Salomón Rondón 59' · (13) Luis Manuel Seijas 63' · (15) Alejandro Moreno 89' | Venezuela |           |
| Chile | Goles | | Venezuela |           |
| Chile | · 1:1 69' Humberto Suazo | 0:1 34' Oswaldo Vizcarrondo · 1:2 80' Gabriel Cichero | Venezuela |           |
| Chile | Tarjetas amarillas | | Venezuela |           |
| Chile | 26' Mauricio Isla · 40' Gary Medel · 45+1' Pablo Contreras · 79' Arturo Vidal | 36' César González · 83' Franklin Lucena | Venezuela |           |
| Chile | Doble amarilla | | Venezuela |           |
| Chile | 82' Gary Medel | | Venezuela |           |
| Chile | Tarjetas rojas | | Venezuela |           |
| Chile | 90+4' Tomás Rincón | | Venezuela |           |
| Chile | Man of the Match: Oswaldo Vizcarrondo | | Venezuela |           |

## Curiosidades
- Chile llegó a esta Copa América con la selección más cara de toda su historia, tasada en más de 150 millones de dólares.[1]

- Durante toda su participación en Copa América, Alexis Sánchez vivió un complejo período de incertidumbre respecto de su fichaje al Fútbol Club Barcelona. Incluso ya eliminado Chile del certamen, aún no se concretaba su incorporación al club catalán.

- Alexis Sánchez fue el futbolista más golpeado durante la primera fase de la Copa América. Fue víctima de 11 infracciones entre los 3 partidos.[11]

- En la parte final del encuentro entre Chile y Venezuela, se vivió un corte de luz que interrumpió el juego por varios minutos.

- Chile fue la cuarta selección de las denominadas "favoritas" (candidatas a ganar el torneo), que fue eliminada en la fase de cuartos de final por un equipo que previamente se entendía como "inferior". Las otras selecciones que cumplieron con la misma racha fueron las de Argentina (país organizador de la Copa), Colombia, y Brasil; las cuales perdieron contra Uruguay, Perú, y Paraguay, respectivamente.